# Marchal (entreprise)
Pour les articles homonymes, voir Marchal.
 (octobre 2017).
Si vous disposez d'ouvrages ou d'articles de référence ou si vous connaissez des sites web de qualité traitant du thème abordé ici, merci de compléter l'article en donnant les références utiles à sa vérifiabilité et en les liant à la section « Notes et références ».
Marchal est une marque française spécialisée dans les équipements de l'industrie automobile, appartenant à la société Valeo Service (groupe Valeo) depuis 1980.

## Histoire

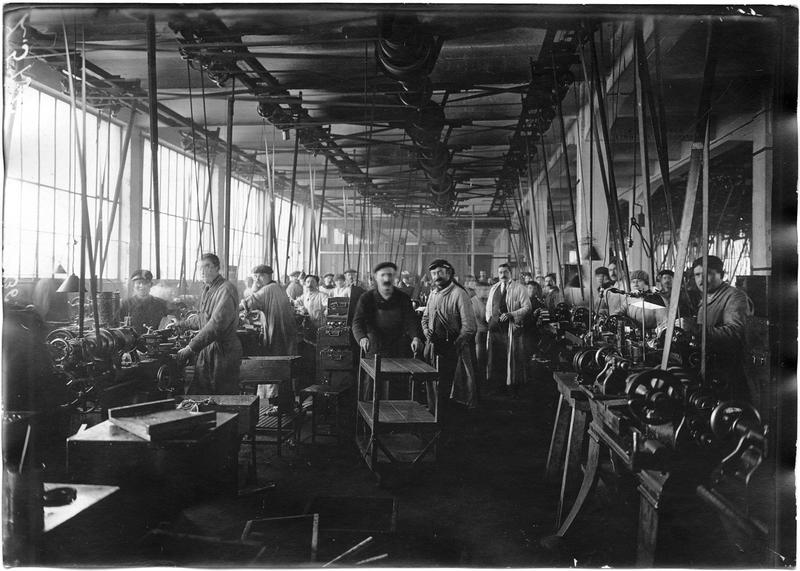
Usine de la Société d'Équipements pour Véhicules automobiles en 1917.

En 1923, avec un petit groupe d’amis, Pierre Marchal (1878-1964) fonde « La Société pour la Fabrication de Projecteurs et Lanternes Électriques » dont l’usine s’installe rue Méhul à Pantin. Rentrant un soir dans son garage, il aperçoit dans le faisceau de ses phares les yeux de son chat noir luisant dans l’ombre. C'est ainsi que lui vient l'idée de s'inspirer de cette vision pour créer son logo ainsi que son slogan : le célèbre masque de chat au regard phosphorescent avec pour slogan : « Je ne prête mes yeux qu’à Marchal »[réf. souhaitée].
En 1926, la marque connait ses premiers succès en tant que sponsor de courses automobiles : Rallye de Monaco, Paris-Nice, Coupe Rudge-Whitworth, victoire du Mans. Ces courses permettent de démontrer la résistance et l'efficacité des produits de la marque : des projecteurs, des dynamos, des démarreurs, etc. Les produits Marchal sont distribués à tous les grands fabricants automobiles français et mondiaux de l'époque.
En 1927, Marchal commence la production de bougies.

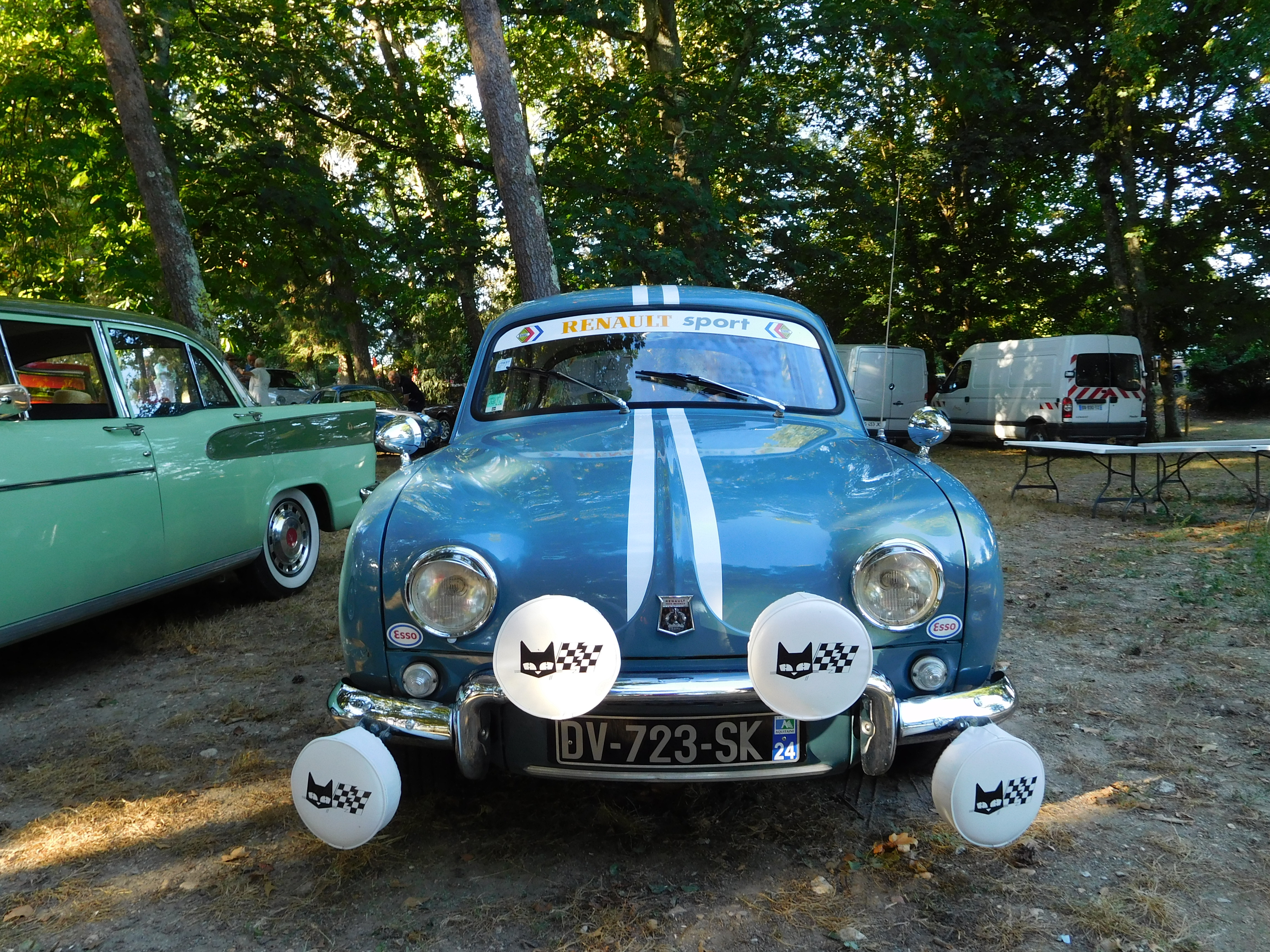
Renault Dauphine Gordini équipée de projecteurs Marchal.

En 1929, le feu « code » devient obligatoire. Marchal fait construire une chambre noire dans son nouveau siège de Neuilly pour procéder aux réglages.
En 1935, les premiers avertisseurs à électro-compresseur « Fulgor » sont présentés. La police, la gendarmerie, la marine, les pompiers demandent des avertisseurs spéciaux pour assurer leur service.
En 1936, Marchal lance son projecteur antibrouillard 630 à double parabole décalée. Ce projecteur sera monté sur des véhicules de luxe tels que Delage, Delahaye et Hotchkiss.
En 1954, les succès en compétition s’enchaînent avec une double victoire aux 24 Heures du Mans. Les projecteurs et bougies Marchal équipent la Ferrari victorieuse à la distance et la D.B. Panhard qui remporte l’indice de performance. Le système « détrompeur » est créé la même année, permettant d’adapter l’éclairage de croisement asymétrique aussi bien pour la circulation à droite qu’à gauche.
En 1960, Marchal conçoit pour la dernière marque française de luxe Facel Vega le projecteur Megalux, qui comporte deux réflecteurs séparés code et route derrière une seule glace.
Le 5 000 000e antibrouillard fabriqué par Marchal place en 1961 ce fabricant à la tête de la production mondiale.
En 1962, les projecteurs à iode Marchal permettent à la Ferrari 330 d'Olivier Gendebien et Phil Hill de rouler aussi vite de nuit que de jour et de remporter les 24 Heures du Mans. C’est la première victoire au monde avec des projecteurs à iode.
En 1963, pour compléter la gamme de leurs équipements et faire face à la concurrence européenne consécutive à la création du marché commun européen, Marchal et S.E.V. (Société d’Équipements pour Véhicules automobiles) décident de s’unir. S.E.V. fabriquait des dynamos, démarreurs, allumeurs, pompes à essence ainsi que des essuie-glaces électriques. L’union de Marchal et de S.E.V., concrétisée par une diffusion commerciale sous la marque S.E.V. Marchal, permet au groupe d’accéder à l’une des toutes premières places de l’équipement automobile européen[réf. nécessaire]. La nouvelle société (dont 40 % sont détenus par la Secam) dispose ainsi des usines d’Issy-les-Moulineaux (S.E.V), Argenteuil et Pantin (Marchal).
En 1968, SEV Marchal entreprend la fabrication des lave-glaces.
En 1970, la S.A.F.F. (Société Anonyme Française du Ferodo) prend le contrôle du groupe S.E.V. Marchal en rachetant à Marchal sa participation dans le capital de la Secam.
En 1972, Marchal est l’inventeur du balai à agrafage rapide. Alors que chaque type de véhicule possédait des balais d’essuie-glaces spécifiques, Marchal, grâce à cette innovation, parvient à réduire considérablement sa gamme en créant des balais multi-affectations.
En 1973, S.E.V-Marchal crée la Société Aveyronnaise de Métallurgie (fonderie sous pression d’alliages légers) à Viviez qui devient le principal fournisseur de S.E.V, puis, plus tard, de Paris-Rhône en pièces de fonderie d’aluminium.
En 1975, S.E.V. Marchal construit une nouvelle usine à Châtellerault et commercialise toutes ses productions sous la marque S.E.V. Marchal.
En 1977/78, les sociétés S.E.V-Marchal et Paris-Rhône-Cibié se rapprochent. Le nouvel ensemble, que contrôle la S.A.F.F. par l’intermédiaire de la F.E.A., prend le nom de S.V. et est coté au comptant à la Bourse de Paris. L’année suivante, des modifications de structure juridique entraînent la création de E.A. Marchal par apport des activités industrielles et commerciales de l’ex-S.E.V Marchal. La nouvelle S.E.V n’est plus qu’une société holding regroupant les filiales E.A. Marchal, Paris-Rhône et Cibié. L’année suivante, création de S.E.V-SERVICE, société de distribution des produits du groupe S.E.V, avec le magasin de Beauchamp.
En 1979, Jean-Pierre Marchal et son frère Claude Marchal vendent la société à Ferodo, poussés par la crise de l'automobile.
En 1980, Ferodo devient Valeo. Marchal devient alors une marque du groupe Valeo. Son statut momentané de seconde marque explique l’abandon total de publicité à cette période, mais des symboles subsistent : le masque du chat est conservé.
En 1985, la marque Marchal devient la marque dédiée à la grande distribution et trouve ainsi un second souffle[réf. nécessaire]. Cette année-là, le lancement s’amorce avec la création de Valeo Distribution, branche destinée à la distribution des pièces détachées automobiles sur le marché de la rechange, pour devenir effectif en 1988. L’année 1985 est ensuite marquée par le lancement des balais d’essuie-glace Série « U ». Détenteur du brevet, Marchal est autorisé à utiliser le nom de « Série U », correspondant à « Universel » pour qualifier l'adaptabilité des balais d’essuie-glaces.
En 1988, Marchal abandonne l’éclairage pour se concentrer sur les bougies d’allumage, puis les balais d’essuie-glace et les plaquettes de frein.